# Set the twilight reeling (álbum)
Set the Twilight Reeling es el 17º álbum de Lou Reed, editado en 1996.
El arte de tapa corresponde al diseñador gráfico austríaco Stefan Sagmeister. La caja del CD vendida junto al álbum es de una tonalidad oscura, haciendo que parezca una fotografía azul oscura de la cara de Lou Reed. El aspecto amarillo intenso y los "rayos" de la portada solamente se pueden visualizar cuando se lo extrae de la caja.
"Finish line" fue escrita como tributo al guitarrista -y amigo-, Sterling Morrison, de la disuelta banda Velvet Underground, quien había muerto el año anterior.

## Lista de canciones
Todas las canciones escritas por Lou Reed.
1. "Egg Cream" - 5:17
2. "NYC Man" - 4:56
3. "Finish Line" - 3:24
4. "Trade In" - 4:59
5. "Hang on to Your Emotions" - 3:46
6. "Sex with Your Parents (Motherfucker)", Pt. 2 - 3:37
7. "Hookywooky" - 4:19
8. "The Proposition" - 3:26
9. "Adventurer" - 4:17
10. "Riptide" - 7:47
11. "Set the Twilight Reeling" - 5:04

"Sex with Your Parents (Motherfucker)" fue grabada en vivo el 4 de julio de 1995, en los estudios The Roof, Nueva York.

## Personal
- Lou Reed - voz, guitarra
- Fernando Saunders - bajo en "NYC Man", coros
- Oliver Lake, J.D. Parran, Russell Gunn Jr. - vientos en "NYC man"
- Roy Bittan - piano en "Finish Line"
- Tony "Thunder" Smith - batería, coros
- Mino Cinelu - percusión en "Finish Line"
- Struan Oglanby - programming & coordinación de producción
- Laurie Anderson - coros en "Hang on to Your Emotions"